# Dubai Mall
Dubai Mall (tiếng Ả Rập: دبي مول "Dubay mwl", tạm dịch: "Trung tâm mua sắm Dubai") là một trung tâm mua sắm ở Dubai và là trung tâm mua sắm lớn nhất thế giới theo diện tích. Đây là trung tâm mua sắm lớn thứ 21 trên thế giới bởi tổng diện tích cho thuê. Tọa lạc tại Dubai, Các Tiểu vương quốc Ả Rập thống nhất, nó là một phần của khu phức hợp Downtown Dubai trị giá 20 tỷ đô la và bao gồm 1.200 cửa hàng. Trong năm 2011, nó là khu vực được tham quan nhiều nhất hành tinh, thu hút hơn 54 triệu du khách mỗi năm. Lối vào trung tâm mua sắm nằm ở phố Doha, được xây dựng lại thành 2 đường vào tháng 4 năm 2009.
Sau hai lần bị trì hoãn, Dubai Mall mở cửa vào ngày 4 tháng 11 năm 2008, với khoảng 1000 nhà bán lẻ, đánh dấu nó trở thành trung tâm mua sắm lớn thứ hai thế giới trong lịch sử bán lẻ chỉ sau West Edmonton Mall. Tuy nhiên nó không phải là trung tâm lớn nhất trong mục đích bán hàng và nó đứng sau một số trung tâm mua sắm như New South China Mall, lớn nhất thế giới mặc dù phần lớn là không có người kinh doanh thuê, Golden Resources Mall, SM City North Edsa và SM Mall of Asia.
Vào tháng 6 năm 2024, công ty phát triển bất động sản Emaar Properties đã công bố dự án mở rộng Dubai Mall trị giá 1,5 tỷ dirham (408 triệu đô la).

## Số liệu thống kê
Dubai Mall đã ghi nhận 61.000 vé bán cho Thủy cung Dubai và Discovery Center trong năm ngày đầu tiên sau khi mở cửa. Dubai Mall đã đón tiếp hơn 37 triệu du khách trong năm 2009 và thu hút hơn 750.000 lượt khách mỗi tuần. Năm 2010, nó đã thu hút được 47 triệu người, tăng khoảng 27% so với năm 2009 bất chấp khủng hoảng tài chính toàn cầu. Năm 2012, Dubai Mall tiếp tục giữ danh hiệu điểm đến mua sắm và giải trí được tham quan nhiều nhất trên thế giới và thu hút hơn 65 triệu lượt khách, tăng hơn 20% so với 54 triệu lượt được ghi nhận trong năm 2011. Nó thu hút nhiều khách tham quan hơn cả New York - Thành phố với hơn 52 triệu lượt khách du lịch trong năm 2012 và Los Angeles với 41 triệu lượt người. Con số này cũng vượt qua khách truy cập đến tất cả các điểm đến giải trí và công viên giải trí trên thế giới bao gồm Quảng trường Thời đại (39,2 triệu), Công viên Trung tâm (38 triệu) và Thác Niagara (22,5 triệu).
| Năm                | 2009     | 2010     | 2011     | 2012     | 2013     | 2014     | 2015     |
| ------------------ | -------- | -------- | -------- | -------- | -------- | -------- | -------- |
| Số khách tham quan | 39 triệu | 47 triệu | 54 triệu | 65 triệu | 75 triệu | 80 triệu | 92 triệu |

## Xây dựng
Dubai Mall được xây dựng bởi liên doanh giữa Dutco Balfour Beatty, Gandhi/CCC và Turner Construction of Emaar Properties và hoàn thành vào năm 2006 với quy mô 50 sân bóng đá quốc tế. Hầu hết các công nhân xây dựng trung tâm mua sắm là những công nhân quốc tịch Ấn Độ, Pakistan, Bangladesh và Sri Lanka.

### Metro Link
Vào tháng 12 năm 2012, Emaar Properties đã thông báo việc hoàn thành Metro Link, một cầu đi bộ có máy điều hòa nhiệt độ dài 820 m nối liền ga tàu điện ngầm Burj Khalifa/Dubai Mall đến trung tâm mua sắm Dubai.

### Mở rộng
Vào tháng 6 năm 2013, Dubai Mall đã bắt đầu giai đoạn một của kế hoạch mở rộng của mình bằng cách tăng tổng diện tích sàn bán lẻ lên gần 93 nghìn mét vuông để có thể đón thêm khách. Dự án được lên kế hoạch để hoàn thành vào đầu năm 2017.
Vào tháng 6 năm 2024, Emaar Properties đã công bố kế hoạch mở rộng tòa nhà, sẽ bổ sung thêm 240 cửa hàng và nhà hàng mới.

## Miêu tả
Với diện tích hơn 120 ha, tương đương với hơn 50 sân bóng đá, Dubai Mall có tổng diện tích sàn nội bộ là 55 ha và không gian cho thuê 35 ha, tương đương West Edmonton Mall.
Nó cũng có một khách sạn 250 phòng sang trọng, 22 rạp chiếu phim cộng với 120 nhà hàng và quán cà phê. Trung tâm mua sắm có hơn 14.000 chỗ đỗ xe ở 3 bãi đỗ xe với dịch vụ đỗ xe cho khách và hệ thống cho thuê xe có định vị. Trung tâm mua sắm đã giành được năm giải thưởng - hai giải thưởng tại Giải thưởng Dự án Tương lai Bán lẻ tại Mapic, Cannes năm 2004, Đề án Phát triển Bán lẻ Tốt nhất và Sử dụng Ánh sáng Tốt nhất trong Môi trường Bán lẻ và còn nhận thêm ba giải thưởng khác là Giải thưởng tại Hội nghị thượng đỉnh sáng tạo 2005 tại Portland, Oregon - giải thưởng Vàng cho Nghệ thuật xuất sắc nhất/Thiết kế đồ họa, Giải thưởng bạc và giải thưởng Công nhận đặc biệt của Giám khảo.

### Thủy cung Dubai và Sở thú dưới nước

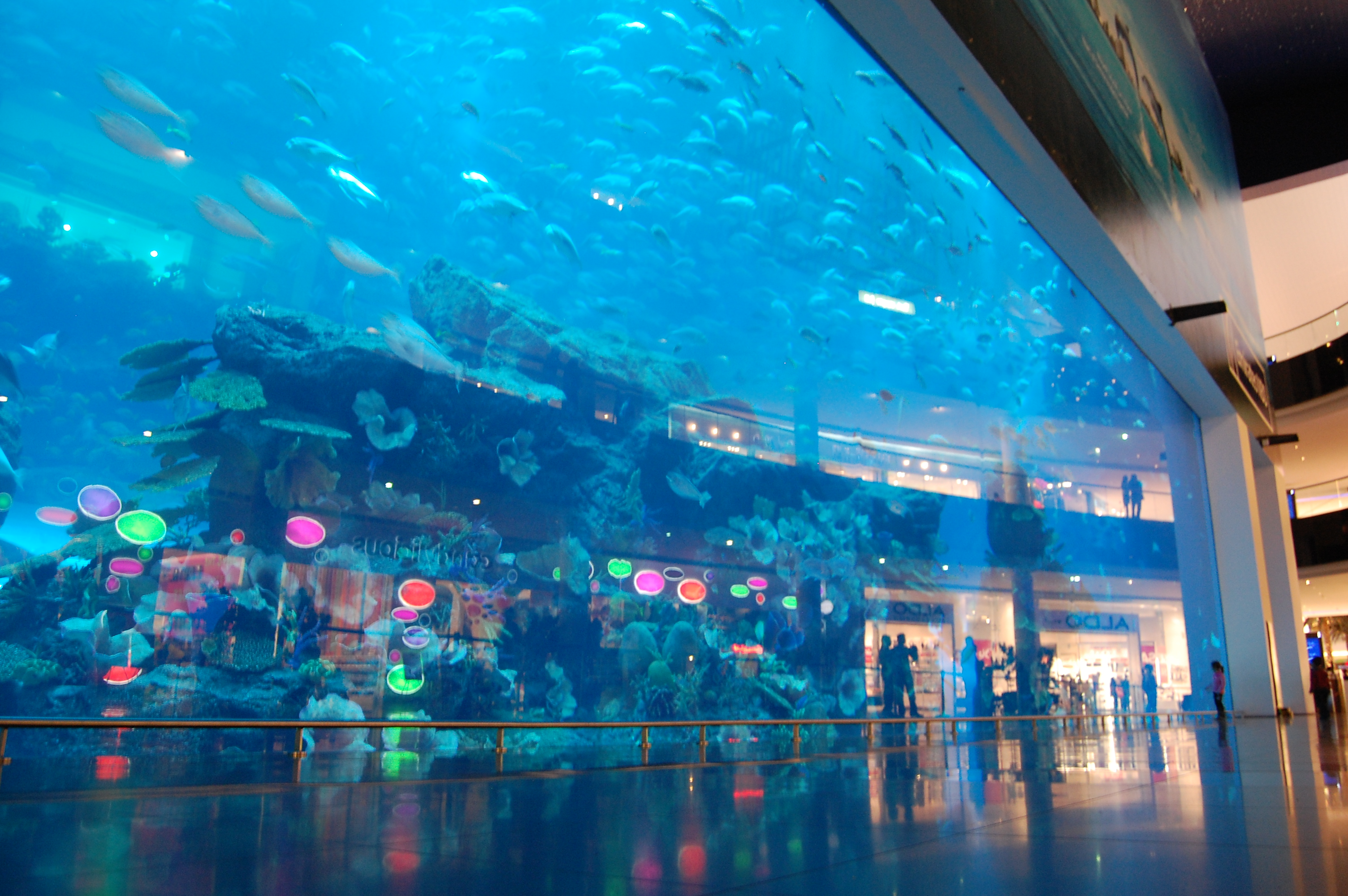
Thủy cung Dubai và Sở thú dưới nước

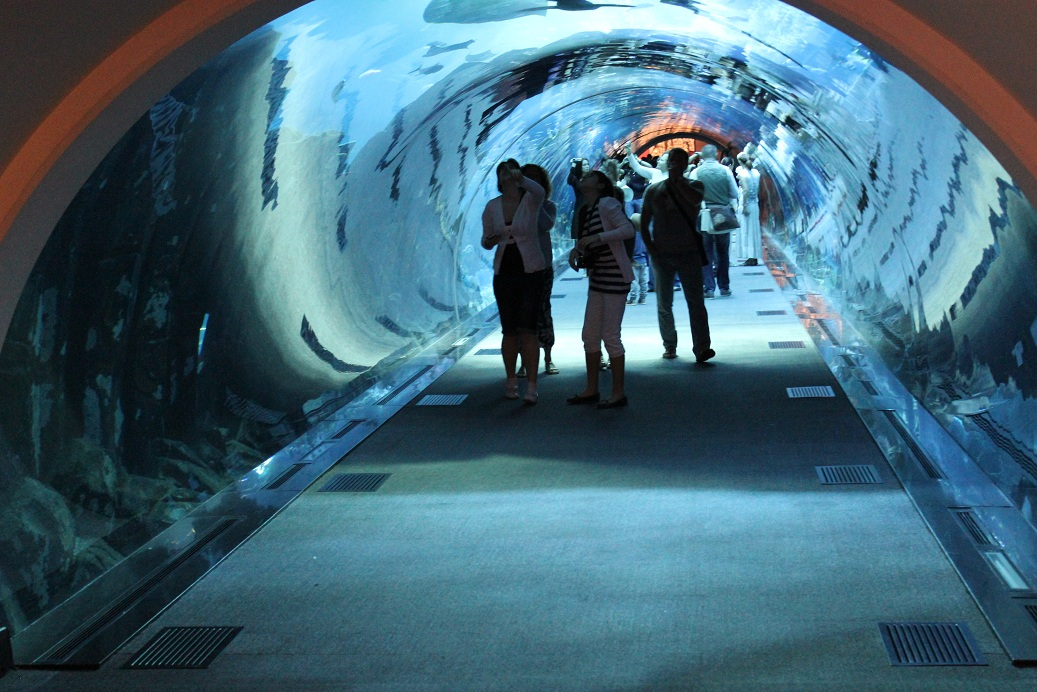
Đường hầm vào Thủy cung và Sở thú dưới nước

Thủy cung Dubai và Sở thú dưới nước được thiết kế bởi Peddle Thorp và được quản lý bởi Emaar Entertainment. Nằm ở Dubai Mall, nó trưng bày hơn 300 loài động vật biển, bao gồm cả cá mập và cá đuối. Kỉ lục được xác nhận cho bể nhựa bằng sợi acryllic lớn nhất trên thế giới với kích thước 32,8 m x 8,3 m, dày 750 mm và nặng 245,614 kg. Tấm bể acrylic này lớn hơn Thủy cung Okinawa Churaumi, Nhật Bản. Trung tâm mua sắm đã áp dụng chính sách tiêu chuẩn quốc tế về đạo đức và phúc lợi cho động vật trong quá trình phát triển và hoạt động của nó.
Điểm thu hút này được trao tặng 'Chứng nhận xuất sắc' và giành giải ‘Nhà bán lẻ được ngưỡng mộ nhất trong năm - Giải trí’ tại Images RetailME Awards 2012.
Trong tháng 2 năm 2010, một vụ rò rỉ trong việc vệ sinh thủy cung và phải đóng cửa một phần trung tâm mua sắm.

### Khu trượt băng trong nhà
Khu trượt băng sử dụng công nghệ làm mát mô hình sân trượt băng National Hockey League (NHL) chuẩn Olympic. Dubai Ski Circuit có sức chứa lên đến 2.000 du khách với màn hình LED kích thước 20m x 10m.

### VR Park Dubai (Công viên thực tế ảo Dubai)
SEGA Republic, một công viên giải trí trong nhà rộng 7.100 mét vuông, được khai trương vào ngày 21 tháng 8 năm 2009, nơi du khách có thể thưởng thức hơn 150 trò chơi giải trí. Nó là một công viên chủ yếu dành riêng cho trò chơi video của SEGA Sonic the Hedgehog.
Công viên trong nhà rộng 76.000 mét vuông có hàng loạt trò chơi giải trí, bao gồm mô phỏng chuyển động, trò chơi lễ hội cổ điển, trò chơi kỹ năng và một loạt trò chơi đổi quà.
Những bổ sung gần đây cho Sega Republic bao gồm Xyclone, Robotnik và Rope Rush, một dạng của chướng ngại vật.
Công viên bao gồm 'Lazeraze', mê cung laser, cũng như xe đua 'Racer'. Nó cũng có một "khu vui chơi mềm" cho trẻ nhỏ hơn.
Công viên đóng cửa vào ngày 1 tháng 6 năm 2017, sau khi giấy phép cho Sega hết hạn. Sau đó nó mở cửa trở lại vào tháng 2 năm 2018 như một công viên dành riêng cho thực tế ảo dưới tên của VR Park Dubai.

### Rạp chiếu phim Reel Cinema
Rạp chiếu phim Reel Cinema là rạp chiếu phim gồm 22 màn hình siêu lớn cùng gần 3000 chỗ ngồi cũng được quản lý bởi Emaar Entertainment. Là một trong những rạp chiếu phim lớn nhất trong khu vực và được chứng nhận THX đầu tiên ở Dubai.

### Rainforest Cafe

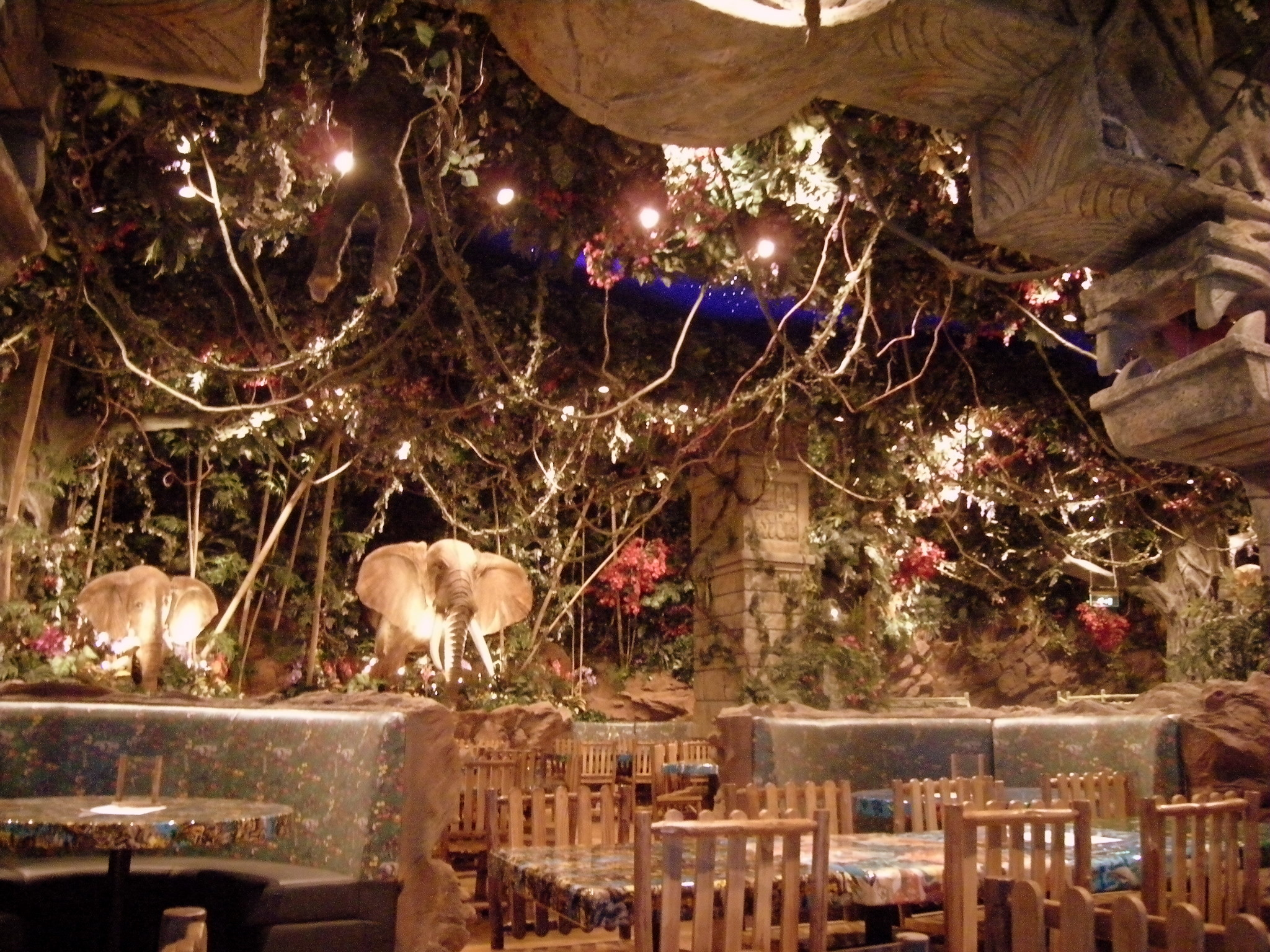
Nội thất của Rainforest Cafe

Được khai trương vào năm 2009 mô phỏng các khu vực có khí hậu nhiệt đới và các chương trình ánh sáng, chỉ được tìm thấy tại địa điểm này.

### KidZania
KidZania là một công viên giải trí có quy mô nhỏ tương tác dành cho trẻ em, khuyến khích giáo dục thông qua trò chơi. Nó cung cấp cho những người trẻ tuổi cơ hội trải nghiệm cuộc sống người lớn thông qua trò chơi trong một thành phố có quy mô trẻ em.

### Các cửa hàng
Dubai Mall có hơn 1.200 cửa hàng. Vào tháng 10 năm 2009 đã có thông báo rằng cửa hàng kẹo lớn nhất thế giới sẽ khai trương tại Dubai Mall.

### Phiếu mua hàng
Dubai Mall, còn được gọi là nhà của Lễ hội Mua sắm Dubai. Rất nhiều hoạt động, địa điểm trong Dubai Mall để vui chơi, tham quan như lễ hội mua sắm, nhà hàng, giải trí, các sự kiện và ưu đãi hấp dẫn.

### Các nhà hàng
- Nhà hàng bánh phô mai
- Nhà hàng Tôm hùm
- Nhà hàng Pasha
- Nhà hàng Madu
- Nhà hàng Pizzeria Brandi
- Café Fergusano
- Nhà hàng Carlucci
- Nhà hàng Mills
- Nhà hàng Katsuya Bay Stark
- Nhà hàng Itali...

## Kỷ lục thế giới
- Trung tâm mua sắm lớn nhất thế giới với tổng diện tích sàn 1,124,000 mét vuông.[33]
- Trung tâm mua sắm lớn thứ 2 theo diện tích bán lẻ 350,000 mét vuông.[33]
- Tấm kính acrylic lớn nhất thế giới tại Thủy cung Dubai bên trong Dubai Mall với kích thước rộng 32,88 m x cao 8,3 m × dày 750 mm và nặng 245 tấn.[33][34]
- Cửa hàng kẹo lớn nhất thế giới, Candylicious, diện tích 930 mét vuông bên trong Dubai Mall.[35]
- Dubai Mall đã xác nhận có hơn 5 triệu khách du lịch vào tháng 3 năm 2010 trong tháng của Lễ hội Mua sắm Dubai, một số lượng khách kỷ lục.[36]
- Dubai Mall đã được đề cử là nơi trải nghiệm mua sắm tốt nhất vào ngày 29 tháng 4 năm 2010 trong Giải thưởng thiết kế Grazia.[37]
- Tổng cộng 37 triệu du khách trong năm đầu tiên hoạt động vào năm 2009[8] và thu hút hơn 750.000 khách mỗi tuần.[38]
- Tổng cộng 47 triệu du khách trong năm 2010 và phá kỷ lục 37 triệu khách đạt được trong năm trước, tăng 27% bất chấp khủng hoảng kinh tế.[10]
- Dubai Mall vào năm 2011 đã trở thành điểm đến mua sắm và giải trí hấp dẫn nhất trên thế giới và thu hút hơn 54 triệu lượt khách, tăng 15% so với lượng khách năm trước.[13]
- Tiếp tục trong năm 2012 để giữ danh hiệu trung tâm mua sắm và điểm đến giải trí hấp dẫn trên thế giới và thu hút hơn 65 triệu lượt khách, tăng hơn 20% so với con số 54 triệu được ghi nhận trong năm 2011.[11][12]
- Vào năm 2017, Dubai Mall đã giới thiệu màn hình OLED lớn nhất thế giới.

## Sự cố
- Vào ngày 25 tháng 2 năm 2010, một vụ rò rỉ nước tại thủy cung được thông báo dẫn đến việc đóng cửa tạm thời các cửa hàng và việc sơ tán khẩn cấp của người mua sắm tại trung tâm. Dubai Mall mở cửa trở lại vào ngày hôm sau.[39]
- Vào tháng 3 năm 2015, hơn một trăm người lao động nước ngoài đã phản đối trước trung tâm mua sắm Dubai do lương làm thêm giờ không được trả tiền, gây gián đoạn giao thông trong khu vực. Tình hình được kiểm soát trong vòng một giờ đồng hồ.[40]
- Vào ngày 31 tháng 12 năm 2015, trung tâm mua sắm đã được sơ tán vì một đám cháy lớn tại The Address Downtown Dubai nằm gần khu phức hợp của khu mua sắm.
- Vào ngày 24 tháng 4 năm 2017, nguồn điện của Dubai Mall bị sập, khiến trung tâm mua sắm bị mất điện trong 90 phút. Không có khu vực lân cận nào khác bị ảnh hưởng.

## Truyền thông
Dubai Mall đã được giới thiệu trong chương trình tài liệu có tên Megastructures được phát sóng trên kênh National Geographic Channel. Vào tháng 1 năm 2017, Forbes công nhận Dubai Mall là một trong những trung tâm mua sắm hàng đầu ở Dubai. Các trung tâm mua sắm cũng đã được xuất hiện trong chương trình nổi tiếng của đài BBC One có tên The Apprentice (mùa 9 phiên bản Anh Quốc) Tuần 5: Giảm giá tại Dubai; nơi các ứng cử viên phải mua vật phẩm với số tiền ít nhất bằng cách sử dụng kỹ năng mua sắm của họ.

## Văn chương
- Gerhard Martin Burs: Trình bày truyền thống về kiến trúc đương đại: Các tiểu vương quốc Ả Rập thống nhất. Bản sao, Bielefeld 2016, ISBN 978-3-8376-3343-6, trang 227-273.

## Thư viện

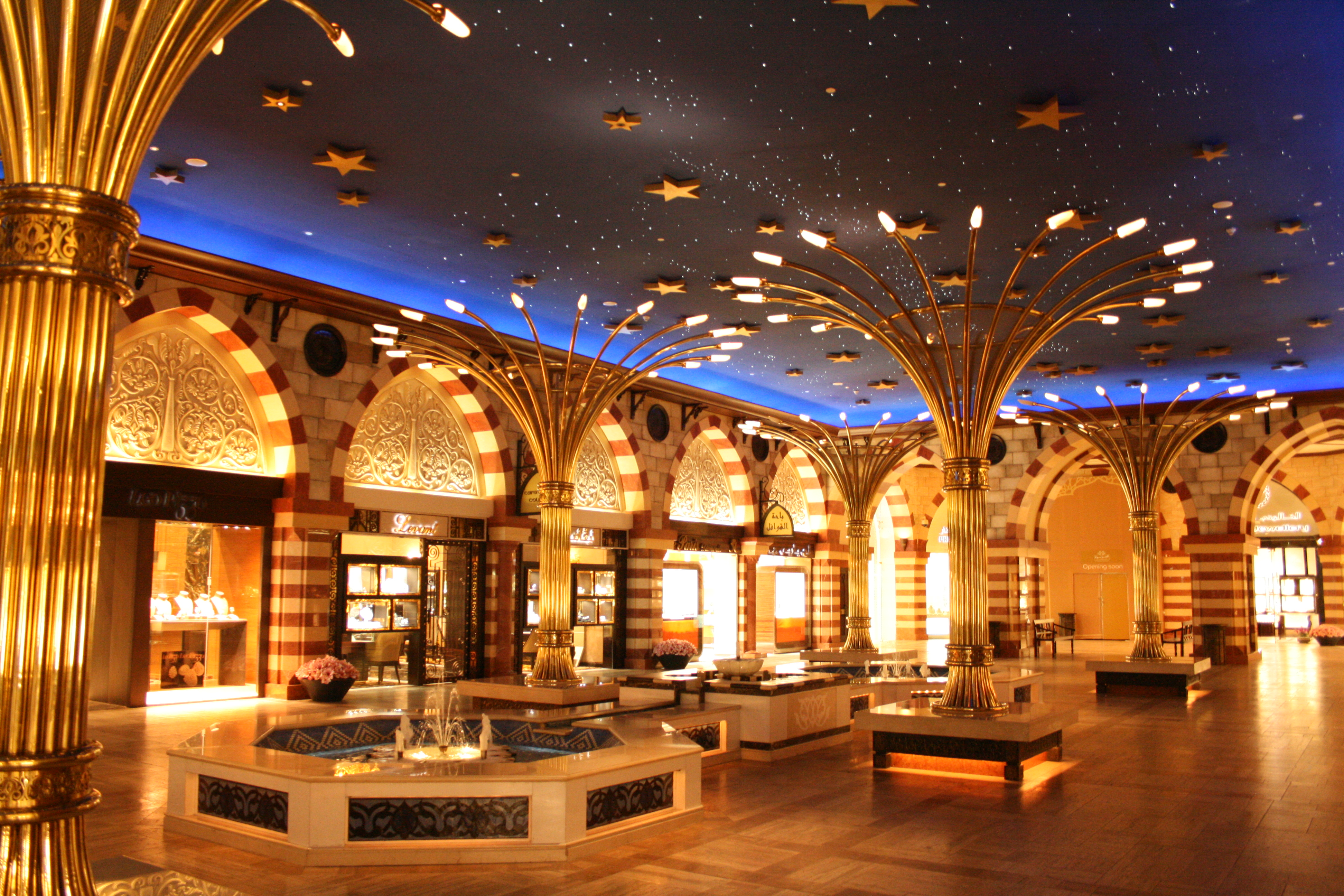
Khu chợ vàng của Dubai Mall
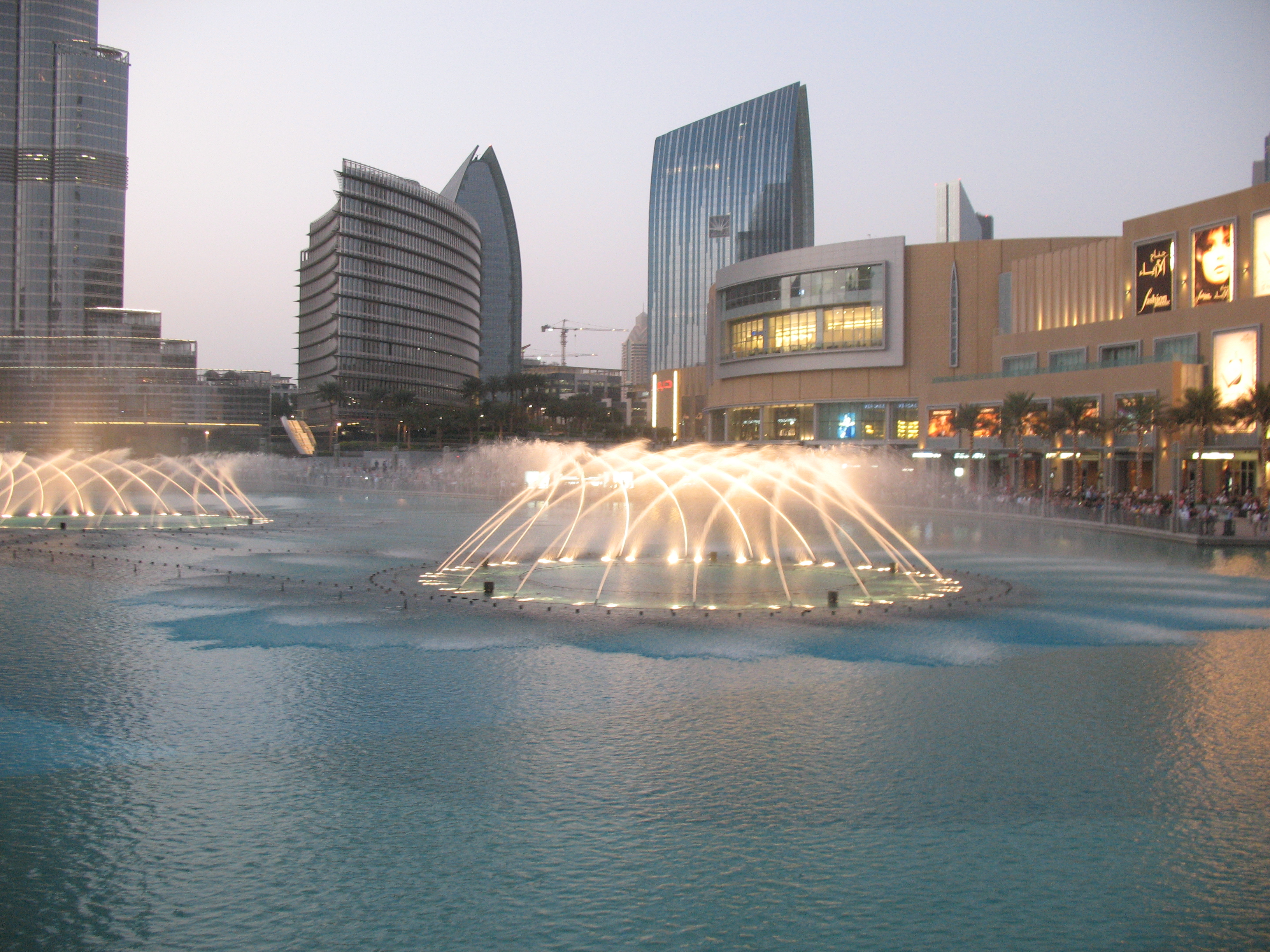
Dubai Mall được nhìn ở Dubai Fountain
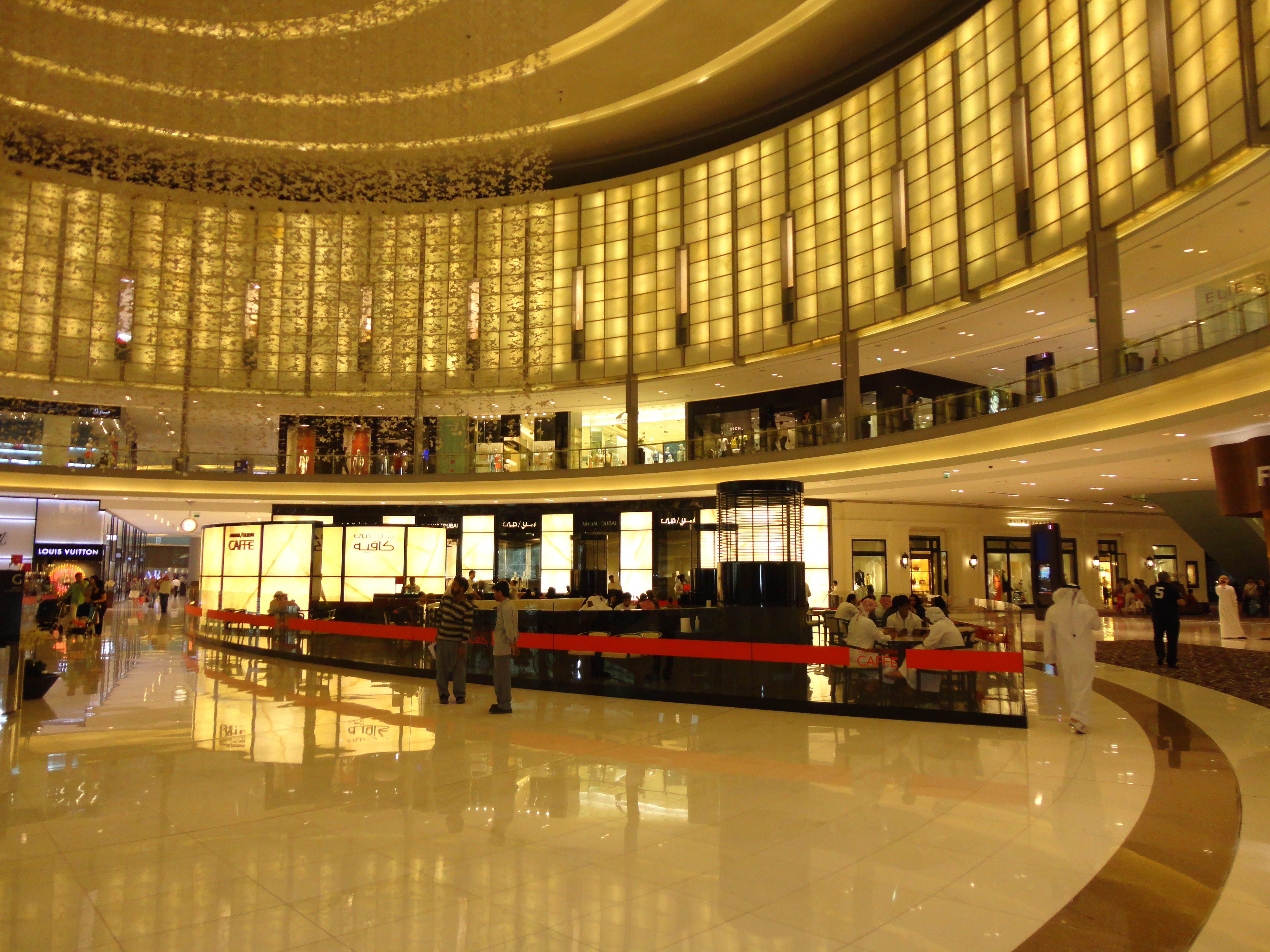
Đại lộ thời trang Dubai Mall
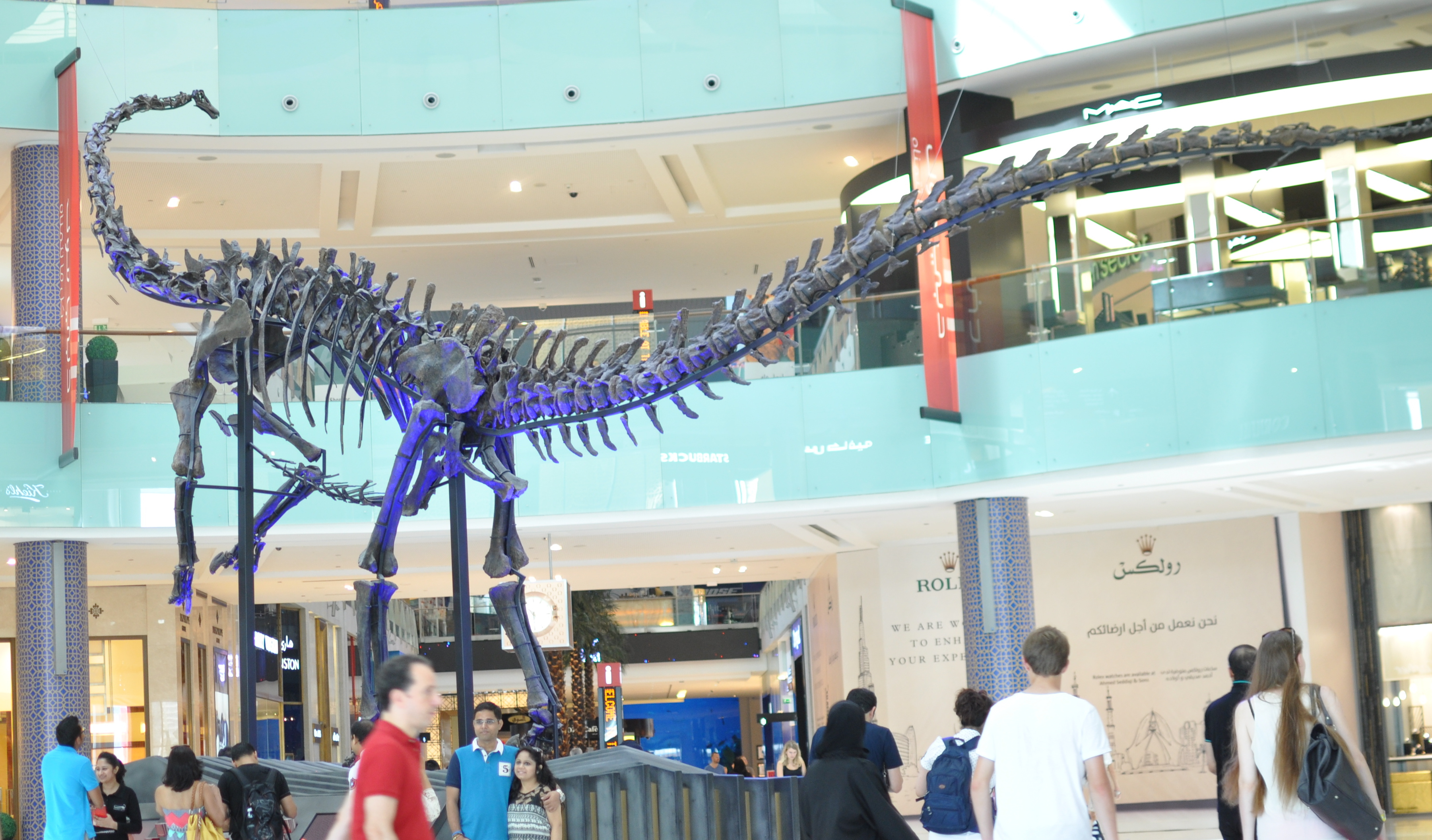
Dubai Dinosaur
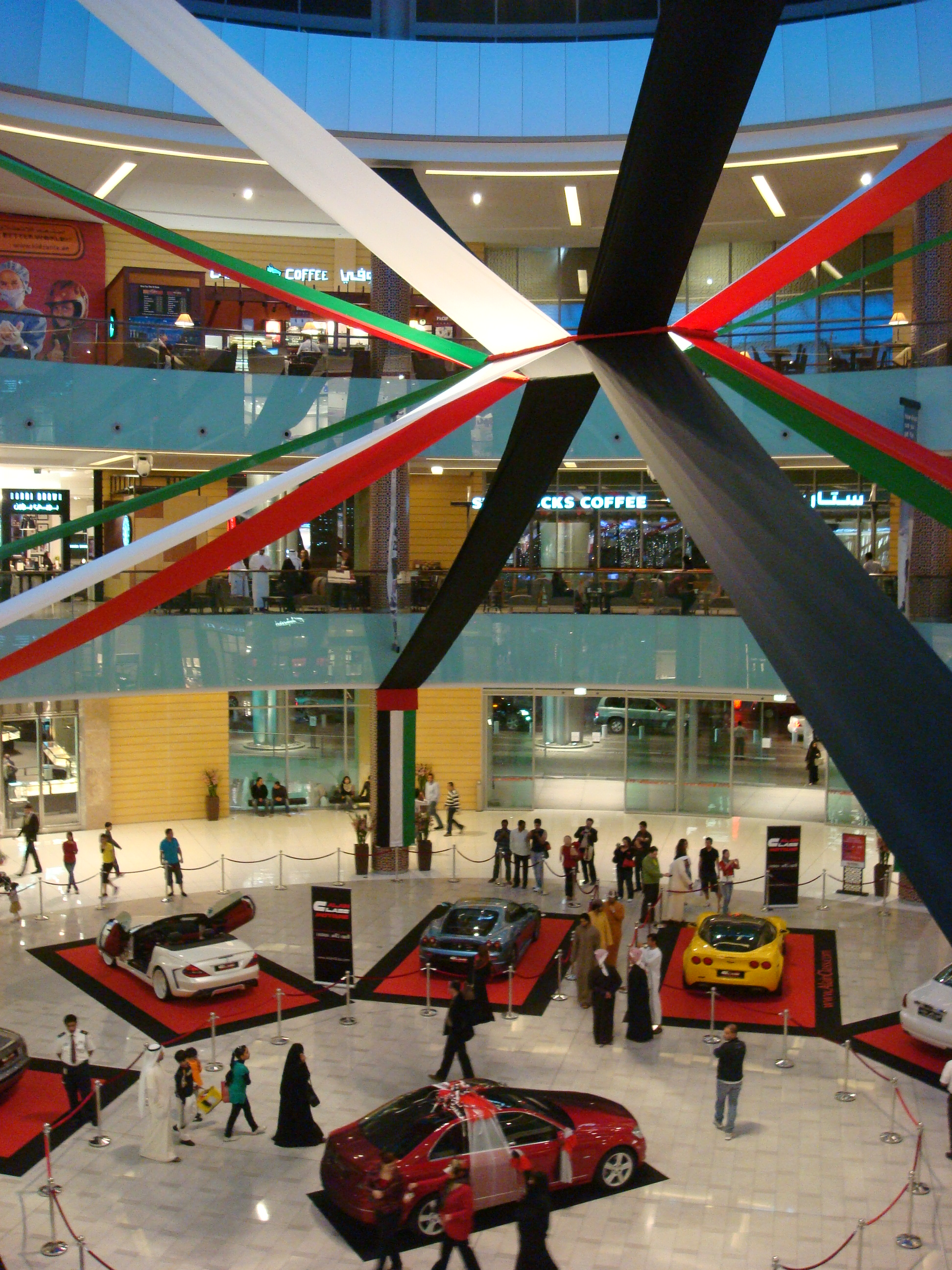
Nội thất trang trí đẹp mắt của Dubai Mall
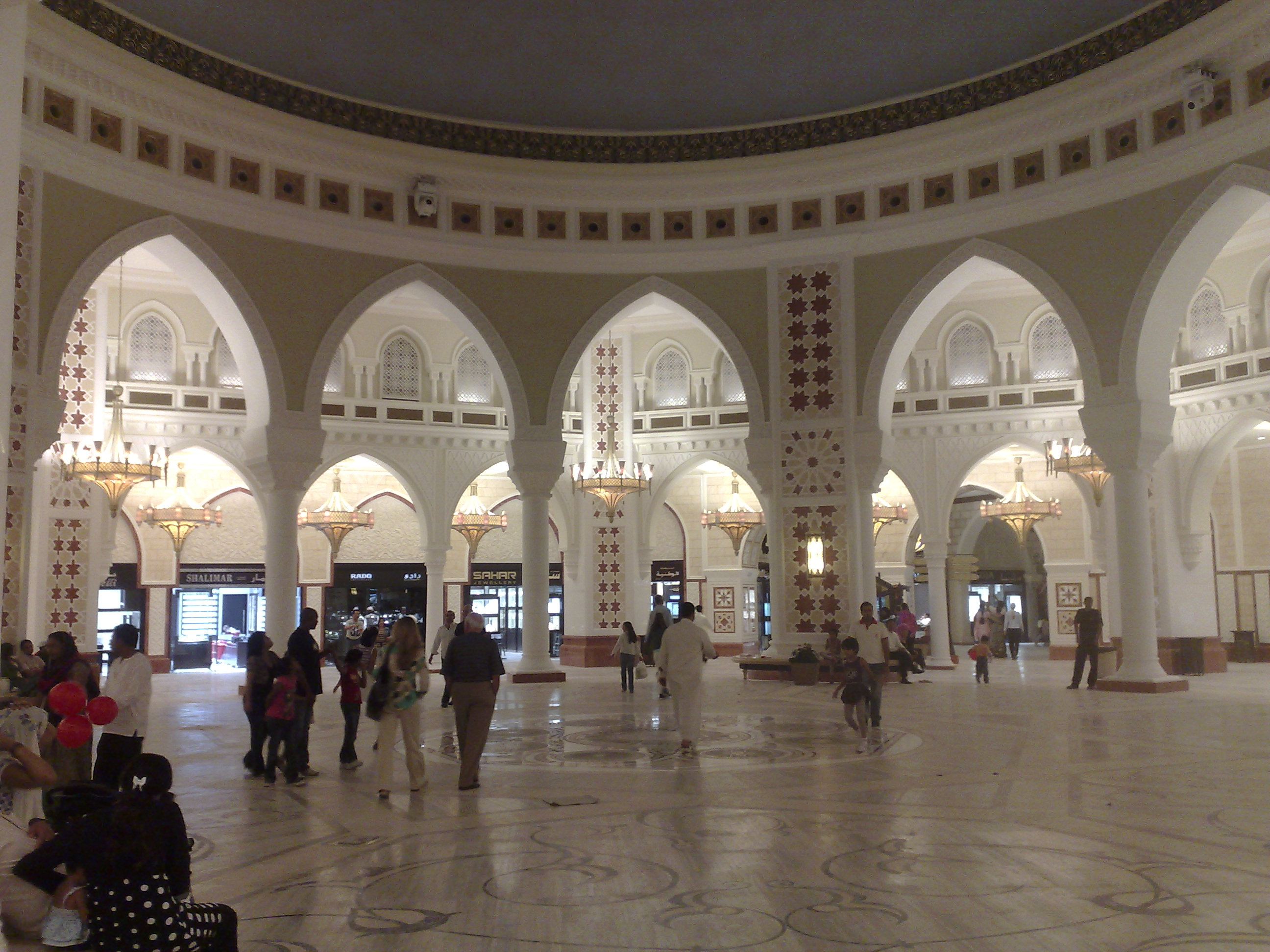
Khu chợ vàng của Dubai Mall